# Ahualulco de Mercado (kommun)
Ahualulco de Mercado är en kommun i Mexiko.   Den ligger i delstaten Jalisco, i den centrala delen av landet, 500 km väster om huvudstaden Mexico City. Arean är 134 kvadratkilometer.
Terrängen i Ahualulco de Mercado är varierad.